# Brinckiella wilsoni
Brinckiella wilsoni är en insektsart som beskrevs av Naskrecki och Bazelet 2009. Brinckiella wilsoni ingår i släktet Brinckiella och familjen vårtbitare. Inga underarter finns listade i Catalogue of Life.